# Vii
Vii (chinês simplificado: 威力棒, pinyin: Wēilì bàng), Sports Vii ou V-Sport, eram nomes dados a um videogame produzido e lançado pela JungleSoft em 2007 no mercado chinês, que buscava copiar descaradamente o console da produtora japonesa Nintendo, Wii, lançado um ano antes em 2006. O console utilizava de um visual muito similar ao console original, além de possuir consoladores chamados "PuppyRods" que vinham com sensores de movimento e tentavam imitar as características do Wii Remote.
O Vii possuía três variantes de cores: "Arctic White" (Branco), "Hot Pink" (Rosa) e "Mint Blue" (Azul), cores essas também presentes no console da Nintendo.
Um redesign do console, coloquialmente chamado de Vii 2 pelos blogueiros, apresenta controles remodelados e um design que lembra o Nintendo Entertainment System e o PlayStation 3, bem como suporte para televisores NTSC e PAL.
Em 2008, o Vii foi lançado no Japão sob o nome de V Sports (Sport Vii).

## Jogos

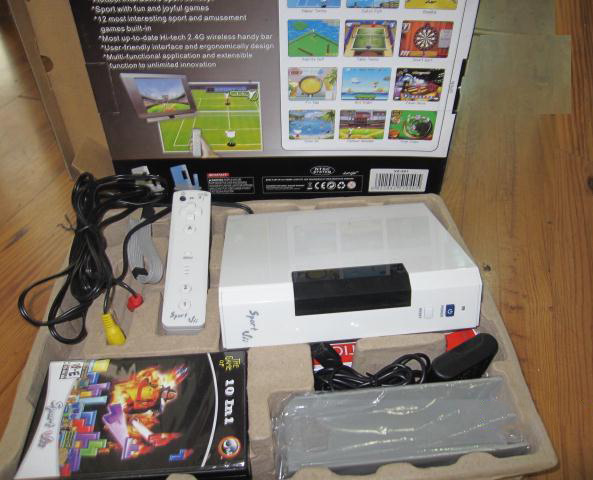
JungleTac Vii, jogos e accessórios

- Happy Tennis - um jogo de tênis (clone do Wii Sports Tennis)
- Catch Fish - um jogo de pesca (clone do Wii Play Fishing)
- Bowling - um jogo de boliche (clone do Wii Sports Bowling)
- Alacrity Golf - um jogo de minigolfe (clone de Carnival Games: Mini-Golf)
- Table Tennis - um jogo de tênis de mesa (clone do Wii Play Table Tennis)
- Smart Dart - um jogo de dardos simulado
- Fry Egg - um jogo de culinária (clone de Cooking Mama)
- Bird Knight - um jogo de inclinação para jogar (clone de Balloon Fight)
- Fever Move - um jogo de música e dança (semelhante em estilo ao Dance Dance Revolution com elementos  deGuitar Hero, mas principalmente é um clone do jogo 3 de Schnappi)
- Come On – Um jogo à distância, em que se alimentam focas
- Fantasy Baseball - um jogo de beisebol (clone do Wii Sports Baseball)
- Free Craps – um Dice Roller agitado projetado para simular dados.
- Além dos jogos incluídos no primeiro lançamento do Vii (Free Craps, que não estava incluído no Vii 2), todos os modelos do Vii também incluem um cartucho intitulado 7in1 ou 10in1 que apresenta sete ou dez jogos adicionais.

Existem três cartuchos diferentes:

### Exclusivos VC-1:
- MaJong13 - um jogo de Mahjong
- MaJong16 - Semelhante a MaJong13

Os cartuchos VC-1 e VC-2 contêm:
- Bubble Blaster - um jogo tipo Puzz Loop/Zuma
- Jewel Master 2 - um jogo parecido com Magic Jewelry/Columns
- Pinball Fish - um jogo tipo Breakout
- Squirrel Bobble - um jogo tipo Puzzle Bobble/Bust-A-Move
- Lightning Plan - um jogo semelhante ao Silkworm

Vários outros jogos também foram lançados em formato de cartucho. Alguns exemplos destes são:

#### Exclusivos VC-2:
- "Plumber" - um jogo de plataforma
- "Mr Onion" - um jogo tipo Donkey Kong
- "Fire Fighter" - um jogo tipo Fire
- "Dream Bubble" - uma versão do Tetris
- "Bump Jump" - um jogo semelhante ao Arkanoid

### Exclusivos VC-3:
- "Brave Kaká" - um clone de Mario Bros.
- "Hero Legend" - um clone de Don Doko Don
- "Rapid Stream" - um jogo de submarino
- "Super Move Fun" - um jogo tipo Bejeweled
- "Magic Jelly" - umjogo que parece "Bomberman encontra Q * Bert"
- "Bump Bomb" - Um jogo tipo bolinhas de gude
- "Tiger Rescue" - um atirador de rolagem vertical

## VG Pocket Caplet
Os jogos listados abaixo são jogos que também estão no VG Pocket Caplet, um portátil também feito pela JungleTac.
- "Pinball fish" a.k.a Underwater Pinball
- "Bubble Blaster"
- "Plumber" a.k.a. Codename: Plumber
- "Jewel Master 2"
- "Magic Jelly"
- "Mr. Onion"
- "Dream Bubble" a.k.a. Bubble Wubble
- "Hero Legend" a.k.a. Legendary Hero
- "Tiger Rescue"
- "Bump Jump" a.k.a. Battle Blocks II

## Zone 60 and Wireless 60
Enquanto o próprio Vii parece não estar mais em produção, JungleTac produziu jogos para pelo menos três outros consoles plug-and-play semelhantes, o Zone 60, o Wireless 60 e o Wireless Air 60. Muitos títulos Vii e jogos semelhantes aparecem nesses consoles. No entanto, os controladores desses consoles não possuem sensores de movimento verdadeiros como o Vii (com exceção do Wireless Air 60), portanto, os controles são simplificados a ponto de qualquer movimento apenas acionar o pressionamento do botão A. Como resultado, muitos dos jogos precisam usar medidores de potência para determinar distância ou potência.
Os títulos que aparecem são:
- Bowling
- Fantasy Baseball (renomeado como Baseball Practice)
- Catch Fish (renomeado como Fishing)
- Alacrity golf (renomeado como Golf)
- Come On! (exclúsivo do Wireless 60, renomeado como Sea-world)
- Free Craps (Wireless 60 )
- Bubble Blaster (exclúsivo do Zone 60, renomeado como Ball Blaster)
- Brave Kaka (exclúsivo do Zone 60, renomeado como Brave Heart)
- Bump Bomb (exclúsivo do Zone 60, renomeado como Lady Bugs)
- Bump Jump (exclúsivo do Wireless 60)
- Fire Fighter
- Hero Legend
- Jewel Master 2
- Lightning Plan
- Magic Jelly (exclúsivo do Wireless 60)
- Mr. Onion
- Pinball Fish (exclúsivo do Wireless 60)
- Plumber (exclúsivo do Zone 60, renomeado como Plumber Man)
- Rapid Stream
- Squirrel Bobble (exclúsivo do Zone 60)
- Tiger Rescue (exclúsivo do Zone 60)